# アントニス・トゥマジス

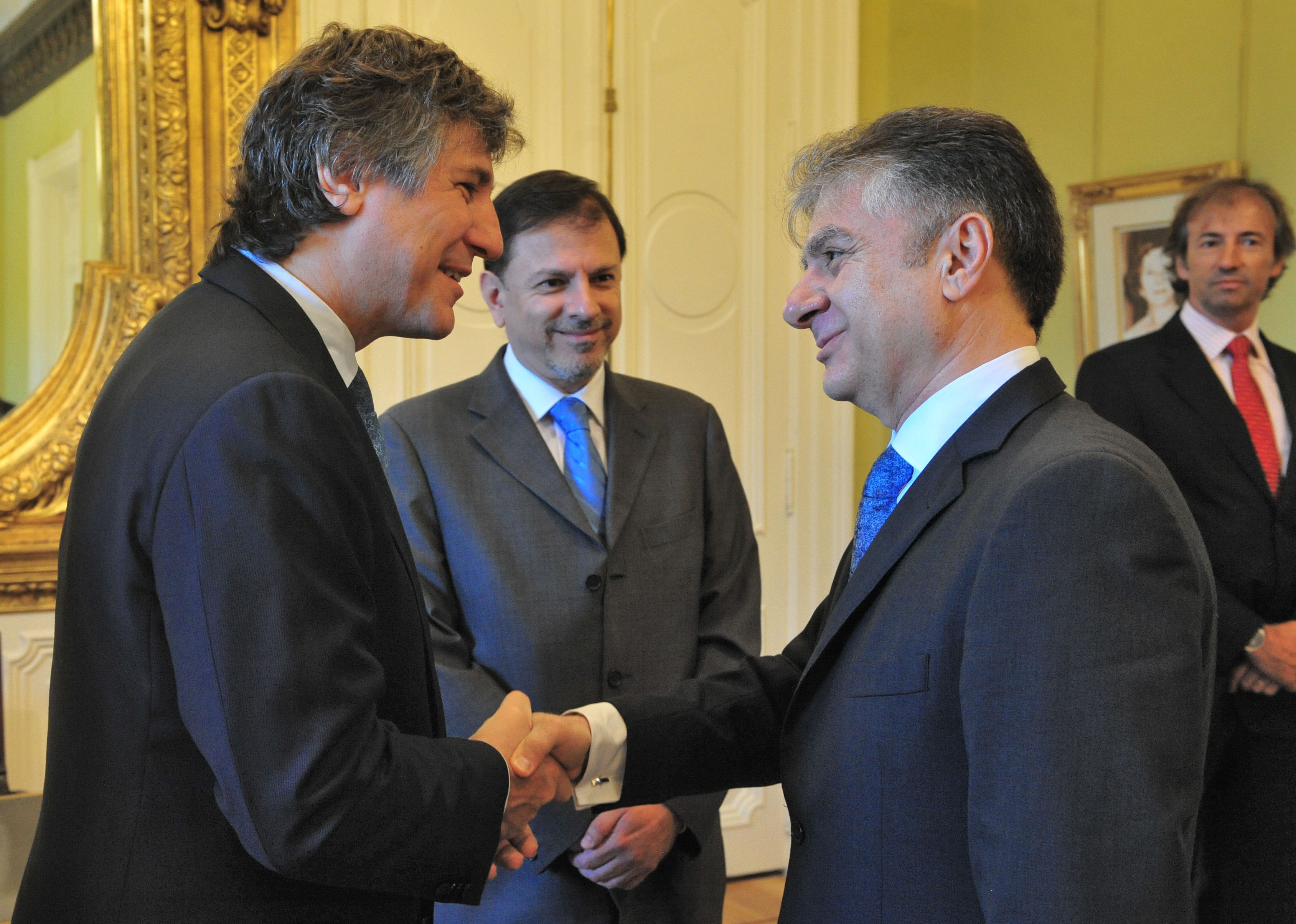
ブエノスアイレスでの信任状捧呈の際、アルゼンチンの副大統領アマド・ブドゥー（左）と握手するトゥマジス大使（2013年）

アントニス・トゥマジス（ギリシア語: Αντώνης Τουμαζής、英語: Antonis Toumazis、簡体字中国語: 安东尼斯·图马齐斯、1957年11月23日 - ）は、キプロスの外交官、大使。アモホストス（ファマグスタ）出身。
在メキシコ大使（2000年～2004年）、在デンマーク大使（2004年～2008年）、在スペイン大使（2011年～2016年）などを経て、2018年より在中華人民共和国大使を務めており、2019年からは非常駐の駐朝大使および在ラオス大使を兼任している。母語のギリシア語に加えて、英語・スペイン語・フランス語に堪能。

## 学歴
キプロス第二の都市レメソス（リマソール）のギムナジウムを卒業した後、ギリシャのアテネ大学に留学して法学を修める。その後、メキシコ国立自治大学（UNAM）でメキシコ研究の学位を取得。

## 外交経歴
1983年、外務省に入省。ニコシアでの本省勤務を経て、1986年から1991年にかけて在メキシコ大使館で一等書記官、領事を務める。1993年から1995年にかけて、在ギリシャ大使館で参事官。
1995年から1999年にかけて在ヨハネスブルグ総領事、うち1998年から離任まではヨハネスブルグ・プレトリア領事団長。
2000年から2004年にかけて、在メキシコ大使兼ラテンアメリカ諸国12ヶ国担当の非常駐大使。
2004年から2008年にかけて、在デンマーク大使兼在アイスランド大使。
ニコシアでの本省勤務を経て、2011年より在スペイン大使。2011年11月22日、マドリードでフアン・カルロス1世国王に信任状を捧呈した。2013年1月18日、ブエノスアイレスでアマド・ブドゥー副大統領に信任状を捧呈した。
2018年6月20日、北京市の人民大会堂で習近平国家主席に信任状を捧呈した。2019年5月17日、ビエンチャンでブンニャン・ウォーラチット国家主席に信任状を捧呈した。2019年11月27日、平壌の万寿台議事堂で最高人民会議常任委員会の崔竜海委員長に信任状を捧呈した。